# Atiopa, Texhuacán
Atiopa är en ort i Mexiko.   Den ligger i kommunen Texhuacán och delstaten Veracruz, i den sydöstra delen av landet, 240 km öster om huvudstaden Mexico City. Atiopa ligger 1 649 meter över havet och antalet invånare är 109.
Terrängen runt Atiopa är kuperad västerut, men österut är den bergig. Runt Atiopa är det ganska tätbefolkat, med 199 invånare per kvadratkilometer. Närmaste större samhälle är Zongolica, 9,2 km nordost om Atiopa. I omgivningarna runt Atiopa växer huvudsakligen savannskog.